# JALカード
JALカード（ジャルカード）は、日本航空（JAL）グループのクレジットカード会社である株式会社ジャルカードが、現在発行している提携カードである（現行のJALカード）。2010年8月31日までは、現行の提携カードではなくジャルカード本体がハウスカード（国際ブランドのないクレジットカード）を発行していた。

## 概要
JALカードは、2009年12月末現在で約2,269万人と国内最大を誇る 日本航空グループのマイレージサービスである「JALマイレージバンク（JMB）」カードの機能に加え、JALカード決済での商品購入によってJMBマイルが獲得できる「ショッピングマイル」、各種ボーナスマイル制度、系列会社のJALホテルズやJALUXなどでの優待など、多彩な特典が備わっているクレジットカードである。JALカード単体では与信審査などのカード発行業務は行っておらず、三菱UFJニコス（DCカード）やジェーシービー（JCB）、ビューカード（JR東日本グループ）など他のクレジットカード会社（イシュア）と提携して様々な機能を付帯したJALカードを発行している（提携カード）。そのため、提携カード毎に国際ブランドや一部機能が異なる。
なお、JALカードにはJMB機能が一体化されており、JMBのサービス（フライトマイル・マイルパートナーなどのマイル積算、特典利用、JAL ICサービス）もJALカードで利用が出来るため、JMBのマイレージサービスをより多く貯めたい者や、JALグループをよく利用する者には、便利なクレジットカードである。また、既にJMBカードやJMB提携カード、別種類のJALカードを所持している場合は、それぞれのマイル口座残高を統合・一本化することが可能である（本人名義に限る）。また、JALカードとJMBはそれぞれ独立して存在するサービスであるため、JALカードを解約した後でもマイルの有効期限内であればJALカードで貯めたマイルを使用することが可能である。

## 沿革
1982年10月に日本航空株式会社が、北海道在住顧客にテストマーケティングとして「JALカード」を発行。
1983年3月に日本航空営業本部内にクレジットカード部門を設立し、ハウスカード（Visaなどの国際ブランドと提携しないカード）として「JALカード」の発行を開始、4月には全国で募集を開始する。またキャッシングサービス等を開始。
1984年10月に現在の株式会社ジャルカードを設立し、12月に日本航空からカード事業を移行分社化した。引き続きハウスカードのみの発行であった。
1990年3月に、ジェーシービーとの提携カード「JAL-JCBカード」の発行が開始された。当時はスイッチカードではなく加盟店開放型カードだったため、JCB加盟店利用分もJALカードからまとめて請求され、全利用分が月末締め→翌月27日支払いとなっていた。また、ハウスカードの発行も継続された。
1992年11月にはディーシーカード（現三菱UFJニコス）との提携カード「JAL・VISA/DC-MasterCard」（こちらはスイッチカード）の発行が開始された。同時に、ハウスカードとJAL-JCBカード（加盟店開放型）の募集を中止し、新たなJAL-JCBカード（今度はスイッチカード）の発行を開始した。また、これを機にJALカードはキャッシングサービスを廃止し、キャッシング機能については提携先に委ねることとなった。なお、ハウスカードの有効期限の更新はその後も続けられた。
1994年3月に「JALショッピングマイルプラン」サービス開始に伴いカードをリニューアル。当時の景品表示法による規制のなか、JALスカイプラス(JMBの前身)と組み合わせて、100円の買い物につき1マイル、年間3万マイルまで積算されるサービスで、2万マイルからグアム・香港などへの往復航空券と交換できるものであった。
1997年1月からJALカード特約店制度を開始、4月からJMBの国内線積算サービス開始、サービス内容は現在と同じになった。
1998年5月から学生専用カード「JALカード navi」の発行を開始し、12月からは日本ダイナースクラブ（現三井住友トラストクラブ）との提携カード「JALダイナースカード」の発行を開始。
2003年4月に日本エアシステムの「JASカード（日本信販(NICOS)およびジェーシービー(JCB)と提携）」会員とそのマイレージをJALカードに移行。
2005年1月から東日本旅客鉄道（現：ビューカード）との提携カード「JALカードSuica」の発行を開始。
2006年4月から東急カード（当時）及び東急百貨店と提携し「JALカード TOP& ClubQ」（現・「JALカード TOKYU POINT ClubQ」）の発行を開始した。（東急カードとのスイッチカードではなく東急グループとの特典提携。）　また同時期に、東急カードも同社発行のクレジットカード「TOP&カード」に東急百貨店の「ClubQ特典」と「JAL ICサービス機能」・「JMB特典」を付加した「TOP& ClubQ JMBカード」(現・「TOKYU CARD ClubQ JMB」)の発行を開始した。
2007年4月に小田急電鉄との提携カード「JALカード OPクレジット」の発行を開始。なお、発行会社としては、2023年8月16日付で、ジェーシービーが小田急電鉄より事業を譲受。
2008年2月に会員数が200万人を突破。
2008年5月に三菱東京UFJ銀行（現在の三菱UFJ銀行）との業務・資本提携（7月予定）、及び同行や日本航空インターナショナルほか2社とクレジット事業の業務提携（7月予定）に合意。
2008年7月に会社分割を行い新会社（株式会社JALマイレージバンク）を設立し、受託していたJALマイレージバンク業務を新会社に移管。
2009年11月にハウスカードの取扱終了が発表され、ハウスカード会員に提携カードへの切替手続を要請した。
2010年8月をもって、ハウスカードの取扱いを終了。提携カードへの切替手続を行わなかった会員は自動的に退会扱いとなった。
2010年10月に事業の大幅見直しを実施。提携カード会社と別々に設定されていた与信・回収が提携カード会社のものに一本化された。更に11月を以って加盟店業務の廃止によりJAL自社カード加盟店が消滅、提携カード会社の加盟店での利用のみとなった。クレジットカードの利用は提携カード会社の会員規約が適用され、ジャルカード会員規約からJALカード加盟店の取扱いに関する文言が削除され大幅に変更された。但し特約店制度は継続となる。
2011年3月をもって、JALカードが個人信用情報機関（株式会社シー・アイ・シー）への加盟から脱退し、信用情報は提携カード会社からだけの登録となった。
2011年4月から、JALグループで新しいロゴマーク「鶴丸」を採用したことに伴い、JALカードも10月以降に新規発行または更新されるカードから鶴丸を採り入れたデザインに変わった
。
これにより、提携カード発行開始以来カード券面から姿を消していた鶴丸が、20年以上の時を経て券面にも復活した。
2012年12月に6年ぶりの新カードである、三菱UFJニコスとの提携カード「JAL アメリカン・エキスプレス カード」の発行を開始した。

## JALカードの種類

### カードの形態
かつては、ジャルカードが独自に発行するカードと、提携発行会社の国際カードとのスイッチカードになっていたため、会員はジャルカードと提携先会社の両方のカードサービスを利用でき、利用限度枠や利用代金の支払いも、ジャルカード部分と提携先カード部分で別々になっていた。しかし、現在は、提携先に一本化されてダブルカードのようになっている（詳細は後述）。

### 国際ブランド
提携発行会社との提携により、Visa、Mastercard、JCB、Diners Club、American Expressの5つの国際ブランドを用意している。Visa・Mastercard・American Expressの3ブランドは三菱UFJニコス（Visa・MastercardはDCカード、American ExpressはMUFGカード扱い）との提携、JCBブランドはジェーシービー、ビューカード（JR東日本グループ。ブランドおよび加盟店開放型）との提携、Diners Clubブランドは三井住友トラストクラブとの提携である。

### JALカードのグレード
普通カード
年会費：本会員 2,000円（消費税抜き、以下同じ） (AMEXのみ 6,000円)／家族会員 1,000円 (AMEXのみ 2,500円)
JALカードの中で一般的なカード。
CLUB-Aカード
年会費：本会員 10,000円／家族会員 3,500円
普通カードよりもJAL側のサービスが充実しているカード。旅行保険の保障額が強化され、JAL国際線搭乗時にビジネスクラスカウンターでのチェックインが可能(パッケージツアーなどに適用されるエコノミークラス個人・団体包括旅行運賃等は対象外)。また、毎月ファーストクラスの機内誌でもある「AGORA」と、年末にJALカレンダーが送付される。本会員年会費が10,000円で、カードの色も薄い金色であるが、ゴールドカードではなく、一般カードの一種である。
CLUB-Aゴールドカード
年会費：本会員 16,000円 (AMEXおよびJALカードSuicaは19,000円)／家族会員 8,000円
CLUB-Aカードの提携カード側のグレードがゴールドカードとなっているほか、JALカード側のサービスとして、ゴルファー保険やショッピング・セーフティー（動産保険）が付帯される。提携カード各社がゴールドカード会員向けに行っているカード会員誌の送付や空港ラウンジ提供のサービスが可能。
CLUB-Aゴールドカード (JALダイナースカード含)
年会費：本会員 22,000円／家族会員 9,000円
CLUB-Aカードの提携カード側がダイナースクラブカードになっているもので、CLUB-Aゴールドカードと同じサービスが受けられる。ゴールドカードを超える上級カードだが、カード表面には「CLUB-A GOLD」と表記されている。
プラチナカード (JCB、AMEXのみ)
年会費：本会員 31,000円／家族会員 15,500円
CLUB-Aゴールドカードのサービスに加え、プライオリティ・パスや専用コンシェルジュなどのサービスが利用できる。
プラチナProカード (JCBのみ)
年会費：本会員 77,000円／家族会員 4,400円
JALカードの中でも最上級のカード
JALカード navi
年会費：本会員 在学期間中無料／家族会員 発行不可
日本に住む18歳以上30歳未満の学生(高校生を除く)のみが対象の学生専用カード。JALカードで唯一年会費が初年度以降も無料で所有できる。普通カードのサービスに加えて、独自のボーナスマイル、ショッピングマイル・プレミアム同等の積算率（100円で1マイル）などのサービスも無料で付帯している。また25歳未満の会員はスカイメイト運賃でJAL系列の航空会社を利用することができる。JAL・Visa/Mastercard、JAL・JCBカードのみ設定されている。

### 主なJALカードの一覧
- 電子マネーの欄は、プリペイド（前払い）式の中でオートチャージサービスの利用が可能なものを太字で記載。
- 表中の記載以外に、全カード共通でモバイルSuica・SMART ICOCA・SAPICAの利用が可能。
- 電子マネーのチャージ分についてはマイル付与対象外のものもあるので注意。

| カード名称                         | 国際ブランド           | グレード                                 | 提携発行会社                 | 特典提携会社    | 搭載 IC乗車券 | 電子マネー （プリペイド） | 電子マネー （ポストペイ）                |
| ---------------------------------- | ---------------------- | ---------------------------------------- | ---------------------------- | --------------- | ------------- | ------------------------- | ---------------------------------------- |
| JAL・ Visaカード                   | Visa                   | 普通カード                               | 三菱UFJニコス （DCカード）   | -               | -             | JMB WAON 楽天Edy          | Visa Touch→Visaのタッチ決済              |
| JAL・ Visaカード                   | Visa                   | CLUB-Aカード                             | 三菱UFJニコス （DCカード）   | -               | -             | JMB WAON 楽天Edy          | Visa Touch→Visaのタッチ決済              |
| JAL・ Visaカード                   | Visa                   | CLUB-Aゴールドカード                     | 三菱UFJニコス （DCカード）   | -               | -             | JMB WAON 楽天Edy          | Visa Touch→Visaのタッチ決済              |
| JAL・ Visaカード                   | Visa                   | JALグローバルクラブ CLUB-Aカード         | 三菱UFJニコス （DCカード）   | -               | -             | JMB WAON 楽天Edy          | Visa Touch→Visaのタッチ決済              |
| JAL・ Visaカード                   | Visa                   | JALグローバルクラブ CLUB-Aゴールドカード | 三菱UFJニコス （DCカード）   | -               | -             | JMB WAON 楽天Edy          | Visa Touch→Visaのタッチ決済              |
| JAL・ Visaカード                   | Visa                   | navi                                     | 三菱UFJニコス （DCカード）   | -               | -             | JMB WAON 楽天Edy          | Visa Touch→Visaのタッチ決済              |
| JAL・ Mastercard                   | Mastercard             | 普通カード                               | 三菱UFJニコス （DCカード）   | -               | -             | JMB WAON 楽天Edy          | -                                        |
| JAL・ Mastercard                   | Mastercard             | CLUB-Aカード                             | 三菱UFJニコス （DCカード）   | -               | -             | JMB WAON 楽天Edy          | -                                        |
| JAL・ Mastercard                   | Mastercard             | CLUB-Aゴールドカード                     | 三菱UFJニコス （DCカード）   | -               | -             | JMB WAON 楽天Edy          | -                                        |
| JAL・ Mastercard                   | Mastercard             | JALグローバルクラブ CLUB-Aカード         | 三菱UFJニコス （DCカード）   | -               | -             | JMB WAON 楽天Edy          | -                                        |
| JAL・ Mastercard                   | Mastercard             | JALグローバルクラブ CLUB-Aゴールドカード | 三菱UFJニコス （DCカード）   | -               | -             | JMB WAON 楽天Edy          | -                                        |
| JAL・ Mastercard                   | Mastercard             | navi                                     | 三菱UFJニコス （DCカード）   | -               | -             | JMB WAON 楽天Edy          | -                                        |
| JAL・ JCBカード                    | JCB                    | 普通カード                               | ジェーシービー               | -               | -             | JMB WAON nanaco           | QUICPay                                  |
| JAL・ JCBカード                    | JCB                    | CLUB-Aカード                             | ジェーシービー               | -               | -             | JMB WAON nanaco           | QUICPay                                  |
| JAL・ JCBカード                    | JCB                    | CLUB-Aゴールドカード                     | ジェーシービー               | -               | -             | JMB WAON nanaco           | QUICPay                                  |
| JAL・ JCBカード                    | JCB                    | プラチナカード                           | ジェーシービー               | -               | -             | JMB WAON nanaco           | QUICPay                                  |
| JAL・ JCBカード                    | JCB                    | JALグローバルクラブ CLUB-Aカード         | ジェーシービー               | -               | -             | JMB WAON nanaco           | QUICPay                                  |
| JAL・ JCBカード                    | JCB                    | JALグローバルクラブ CLUB-Aゴールドカード | ジェーシービー               | -               | -             | JMB WAON nanaco           | QUICPay                                  |
| JAL・ JCBカード                    | JCB                    | JALグローバルクラブ プラチナカード       | ジェーシービー               | -               | -             | JMB WAON nanaco           | QUICPay                                  |
| JAL・ JCBカード                    | JCB                    | navi                                     | ジェーシービー               | -               | -             | JMB WAON nanaco           | QUICPay                                  |
| JAL ダイナースカード               | Diners Club            | CLUB-Aゴールドカード                     | 三井住友トラストクラブ       | -               | -             | 楽天Edy                   | -                                        |
| JAL ダイナースカード               | Diners Club            | JALグローバルクラブ CLUB-Aゴールドカード | 三井住友トラストクラブ       | -               | -             | 楽天Edy                   | -                                        |
| JALアメリカン・ エキスプレスカード | American Express       | 普通カード                               | 三菱UFJニコス （MUFGカード） | -               | -             | 楽天Edy                   | -                                        |
| JALアメリカン・ エキスプレスカード | American Express       | CLUB-Aゴールドカード                     | 三菱UFJニコス （MUFGカード） | -               | -             | 楽天Edy                   | -                                        |
| JALアメリカン・ エキスプレスカード | American Express       | プラチナカード                           | 三菱UFJニコス （MUFGカード） | -               | -             | 楽天Edy                   | -                                        |
| JALアメリカン・ エキスプレスカード | American Express       | JALグローバルクラブ CLUB-Aゴールドカード | 三菱UFJニコス （MUFGカード） | -               | -             | 楽天Edy                   | -                                        |
| JALアメリカン・ エキスプレスカード | American Express       | JALグローバルクラブ プラチナカード       | 三菱UFJニコス （MUFGカード） | -               | -             | 楽天Edy                   | -                                        |
| JALカード Suica                    | JCB                    | 普通カード                               | ビューカード                 | -               | Suica         | Suica nanaco              | -                                        |
| JALカード Suica                    | JCB                    | CLUB-Aカード                             | ビューカード                 | -               | Suica         | Suica nanaco              | -                                        |
| JALカード Suica                    | JCB                    | CLUB-Aゴールドカード                     | ビューカード                 | -               | Suica         | Suica nanaco              | -                                        |
| JALカード Suica                    | JCB                    | JALグローバルクラブ CLUB-Aカード         | ビューカード                 | -               | Suica         | Suica nanaco              | -                                        |
| JALカード Suica                    | JCB                    | JALグローバルクラブ CLUB-Aゴールドカード | ビューカード                 | -               | Suica         | Suica nanaco              | -                                        |
| JALカード TOKYU POINT ClubQ        | Visa または MasterCard | 普通カード                               | 三菱UFJニコス （DCカード）   | 東急 東急百貨店 | （非搭載）    | PASMO JMB WAON 楽天Edy    | Visa Touch→Visaのタッチ決済 （Visaのみ） |
| JALカード TOKYU POINT ClubQ        | Visa または MasterCard | CLUB-Aカード                             | 三菱UFJニコス （DCカード）   | 東急 東急百貨店 | （非搭載）    | PASMO JMB WAON 楽天Edy    | Visa Touch→Visaのタッチ決済 （Visaのみ） |
| JALカード TOKYU POINT ClubQ        | Visa または MasterCard | CLUB-Aゴールドカード                     | 三菱UFJニコス （DCカード）   | 東急 東急百貨店 | （非搭載）    | PASMO JMB WAON 楽天Edy    | Visa Touch→Visaのタッチ決済 （Visaのみ） |
| JALカード TOKYU POINT ClubQ        | Visa または MasterCard | JALグローバルクラブ CLUB-Aカード         | 三菱UFJニコス （DCカード）   | 東急 東急百貨店 | （非搭載）    | PASMO JMB WAON 楽天Edy    | Visa Touch→Visaのタッチ決済 （Visaのみ） |
| JALカード TOKYU POINT ClubQ        | Visa または MasterCard | JALグローバルクラブ CLUB-Aゴールドカード | 三菱UFJニコス （DCカード）   | 東急 東急百貨店 | （非搭載）    | PASMO JMB WAON 楽天Edy    | Visa Touch→Visaのタッチ決済 （Visaのみ） |
| JALカード OPクレジット             | JCB                    | 普通カード                               | ジェーシービー               | ジェーシービー  | （非搭載）    | PASMO nanaco              | QUICPay                                  |
| JALカード OPクレジット             | JCB                    | CLUB-Aカード                             | ジェーシービー               | ジェーシービー  | （非搭載）    | PASMO nanaco              | QUICPay                                  |
| JALカード OPクレジット             | JCB                    | CLUB-Aゴールドカード                     | ジェーシービー               | ジェーシービー  | （非搭載）    | PASMO nanaco              | QUICPay                                  |
| JALカード OPクレジット             | JCB                    | JALグローバルクラブ CLUB-Aカード         | ジェーシービー               | ジェーシービー  | （非搭載）    | PASMO nanaco              | QUICPay                                  |
| JALカード OPクレジット             | JCB                    | JALグローバルクラブ CLUB-Aゴールドカード | ジェーシービー               | ジェーシービー  | （非搭載）    | PASMO nanaco              | QUICPay                                  |

### 注意点
- navi（学生専用カード）は家族カードを発行する事が出来ない。
- ジャルカードはETCカードを発行していないため、必要な場合はジャルカードではなく該当する提携発行会社に申し込まなくてはならない。ただし、JALカード新規申込の際は同時にETCカードを申し込める。
- JALカードSuicaの中で2009年4月1日以降新規発行のものはキャッシングを利用できない[8]。
- JALカードOPクレジットの中で2010年12月1日以降新規発行のものはキャッシングを利用できない[9]。
- 法人カードは「JAL・Visaカード」、「JAL・Mastercard」、「JAL・JCBカード」の3つの普通カードとCLUB-Aカードが発行されているが、現在はJAL・JCBカード（法人用）の新規申込、および使用者追加の申込の受付を停止している[10]。
- 入会申込書の送付からJALカード発行まで、1ヶ月程度かかると、申込書に記載されている。

## JALカードの付帯サービス

### ショッピングマイル
JALカード最大の特徴が「ショッピングマイル」である。クレジットカードで支払いをすると、基本的に200円につき1マイルと換算され（JALカードSuicaなど、取り扱いが異なるカードもある）、そのマイルはJALカードに一体化されているJALマイレージバンク口座へ、クレジット支払日以降（概ね口座引落し日の2日後）に積算される。なお、マイルではなく提携カード会社のポイントを貯める「ポイントコース」があったが、2020年1月積算分を持って終了し、マイルコースに一本化された。

### 特約店
日本航空のインターネット航空券販売サービスサイトや、レンタカー会社、ロイヤルホスト、東京無線タクシーなど「JAL CARD特約店」表示がある店舗では、ショッピングマイルが通常の倍の200円=2マイルで積算される。特約店はJALカード公式サイト上の「マイルNET WEB」・冊子の「マイルNET」、カード利用明細に同封の小冊子「JAL CARD NEWS」などで確認できる。

### ショッピングマイルプレミアム
一般加盟店200円=1マイル、特約店200円=2マイルのショッピングマイルが、さらに2倍積算となるサービス。一般加盟店では100円=1マイル、特約店100円=2マイルとなる。
入会申し込みを行い、年会費に4500円(2023年5月までは3000円、いずれも税別）を追加すると入会可能。CLUB-Aゴールドカード・プラチナカード・JALダイナースカードは自動入会となっており、プレミアム年会費はカード年会費に含まれている。本会員が入会をすれば、家族カードの利用分も自動的に適用となる。本会員として複数のカードを持っている場合は、各カードごとに入会する必要がある。また学生専用カードnaviのマイル積算率はショッピングマイルプレミアムに入会した場合と同じなるよう初期設定されているため、入会申込は不要（当然プレミアム年会費も不要）である。
既存のJALカード会員が入会を申込む場合はネットで簡単にできるが、退会する時は退会届用紙を提出する必要がある。なお、CLUB-Aゴールドカード・プラチナカード・JALダイナースカードについてはショッピングマイルプレミアムだけを退会することはできない。
CLUB-Aカードにショッピングマイルプレミアムを付加するとカード年会費との合算で本会員15950円となり、CLUB-Aゴールドカードとの本会員年会費の差は6600円から1650円に縮まる。

### JAL CLUB EST
年会費： 各カード（navi、ダイナース除く）の会費に加え、5,000円（普通カード・CLUB-Aカード）・2,000円（CLUB-Aゴールドカード・プラチナカード）
日本に住む18歳以上30歳未満のみが加入可能な若者向け特典サービス。CLUB EST会員の特典として、毎年2,500マイルプレゼントや国内線でサクララウンジが年5回利用できるほか、独自のボーナスマイルやショッピングマイル・プレミアムなどのサービス（年会費税別3000円）が自動で付帯している。さらに、会員期間中に貯めたマイルの有効期間が通常の36カ月から60カ月に延長される。

### ボーナスマイルサービス

#### 搭乗ボーナスマイル
新規入会ボーナスマイル
JALカード新規入会後の初回搭乗時に、普通カードで1000マイル、CLUB-Aで5000マイルを積算。
搭乗毎のボーナスマイル
マイレージ積算対象運賃で搭乗した際に、通常のフライトマイル（区間マイル）に加えて、区間マイルに対する一定の割合をボーナスマイルとして加算。
普通カードとnaviは区間マイルの10％、CLUB-Aはカードは区間マイルの25％を加算。
毎年初回搭乗ボーナスマイル
マイレージ積算対象運賃での暦年の初回搭乗後に、普通/naviは1000マイル、CLUB-Aは2000マイルを積算。

#### JALカードツアープレミアム
JALグループの割引運賃である、スーパー先得、先得割引、ダイナミックセイバー、包括旅行割引運賃（国内線は個人包括旅行割引運賃=IIT=のみ）での搭乗の際、通常は区間マイルの50%～75%で積算されるものを、区間マイル100%との差をボーナスマイルとして加算し、実質区間マイルを100%積算するサービス。適用させるためには入会申し込みを行ったうえ、年間2160円(税込)の参加費用を払う必要がある。

### JALカード家族プログラム
JMB特典交換の際に、家族分のマイルを合算して利用できるサービス。（マイルの積算そのものは、各会員の口座であり、家族の統一の口座ができるわけではない）　JALカード個人本会員を「親会員」として、その下に以下の条件を満たす「子会員」を9人まで登録すると利用ができる。登録できる子会員は、親会員と生計を同一にする配偶者または一親等の家族でJALカード個人本会員・家族会員。また、18歳未満および18歳の高校生でJMB会員。登録手数料はJALカード会員は無料。18歳未満および18歳の高校生でJMB会員は500円。

### 会員誌 agora
CLUB-A会員（JALグローバルクラブ含む）を対象とした月刊のカード会員誌として「Agora（アゴラ）」が存在しており、国際線ファーストクラスにもSKYWARDと併せて用意（搭載）されている1990年から2000年まではプレジデント社が編集担当であったが、その後、JALブランドコミュニケーションの自主発行となっている。
富裕層を想定読者としているため、内容としてはSKYWARDよりも高級志向のホテル・旅館やリゾートの滞在を含めた紀行記事、誌面上で募集する専用ツアーの記事広告、高級ホテル・レストランでのJALカード会員向けプランの紹介などがあり、雑誌広告も高価格なブランド・製品や銀行によるもので大半が占められている。
CLUB-A会員に送付されるものは、本誌に加えてJALカードが募集する生命保険のチラシ・JALUX通信販売のAgora向けカタログや頒布会チラシ類が併せて同封される。

### その他のサービス
国際線免税品、国内線機内販売の割引
JALグループの機内販売商品がクレジット決済によって10%引きとなる。
空港売店割引
国内の空港に設置されているJALUX「BLUE SKY」(ブルースカイ・サンクススカイ茨城空港店は除く)では5%が、「コーラルウェイ」では10%が、1000円以上の買物の場合、会計前にJALカードを提示することによって割引になる(雑誌などを除く)。ただし支払い方法はJALカードまたは現金のみとなり、JAL IC利用クーポンやSuica･WAONなどの支払い方法では割引を受けることができない。
JALホテルズサービス
一部料金プラン（J-SMART）で宿泊した場合、JMBマイルの積算、アーリーチェクイン等がある。
プロパーカード付帯の保険
国内・海外旅行傷害保険、ゴルファー保険（CLUB-A ゴールド・JALダイナースカードのみ）
提携カード付帯の保険
提携カード側に付帯される旅行傷害保険や動産（ショッピング）保険など。付帯の有無や補償額はカードの種類により異なり、ジャルカード付帯と重複する補償がある場合は、補償額が合算または按分される。

## 非接触サービス
- すべてのJALカードで、JAL ICサービス を利用できる。
- JALカードSuica には、カード本体にIC乗車カード「Suica」が搭載されており、またSuicaオートチャージにも対応している。そのためクレジットカードの番号は発行当初から「エンボスレス加工」となっている。
- 後払い式電子マネーについては、「JAL・JCBカード」と「JALカードOPクレジット」がQUICPayを利用できる。こちらはジャルカードではなくジェーシービーに直接申し込む必要がある。スマートフォンのNFC機能を用いた「モバイル型」か専用カードを利用する「カード型」の発行が可能。かつては「JAL・VISAカード」と「JALカード TOP& ClubQ VISAカード」がVisa Touchが使用出来たが現在は終了している。なお2024年2月20日以降の発行分からカード本体に搭載されたタッチ決済機能が搭載されたカードが発行された（ただしJALカードSuicaは対象外）。
- 東海道・山陽新幹線の会員制予約サービスであるエクスプレス予約、スマートEXを利用することができる。
  - 前者について、JALカードSuicaはモバイルSuicaの決済カードとして本カードを登録することにより、ビュー・エクスプレス特約として利用することができる(この場合EX-ICカードは発行されず、エクスプレス予約会員証が代わりに発行される)。グリーンプログラムが利用出来るなど、条件はJR東海エクスプレスカードとJ-WESTカードと同様。それ以外のJALカードで登録の場合は、グリーンプログラム利用不可など、旧プラスEXと同様の条件となる。年会費はいずれも1,000円（税別）。
  - 後者については、Visa、Mastercard、JCB、American Express、Diners Clubのクレジットカードがあれば、年会費無料で利用可能。ただし、エクスプレス予約で既に登録済のクレジットカードでは重複して利用することができない。

## 特徴的なカード

### JALグローバルクラブカード（JGCカード）
JALマイレージバンクの上級会員であるサファイア以上の資格を獲得することで送付される招待状でのみ加入することが出来る「JALグローバルクラブ（JGC）」会員向けのカード。会員となるためには、CLUB-Aカード以上ランクのJALカードを持つことが条件となり、カードフェイスにJGCのロゴが入っている。なお、JGCカードに限り、家族会員の年会費が本会員と同じ金額となる。（JGC会員の特典を付けない普通の家族会員として申し込む場合は一般の家族会員の年会費と同額）航空関連のサービスが家族会員であっても大幅に強化される。具体的な特典等については、JALグローバルクラブの記載を参照。

### 鉄道系提携カード

#### JALカードSuica
株式会社ビューカード（JR東日本グループ）が発行するVIEW Suicaカード（JCB）とのスイッチカード。SuicaとJRE POINTカードとの一体型クレジットカード。Suica機能を内蔵する関係上、エンボスレスカードとなっている為、信用照会端末の無い店舗（インプリンタを使用する店舗）では利用出来ない。提携発行会社が株式会社ビューカードであり、株式会社ジェーシービーではない為（JCBブランド開放型カードである）、JCB独自のサービスは利用できない。ETCカードは申込みと年会費が別途必要。
- 以下での利用はショッピングマイルではなく、JRE POINTでの付与となる。マイルへは1500ポイント単位で交換が可能(ショッピングマイルプレミアム会員の有無で換算率が異なる)[14]。
  - JR東日本VIEWプラス対象商品での利用
  - (注)2021年7月1日より、VIEWプラスのサービス内容が改定される。以下のものは2021年6月30日までの内容で、一部のサービスは7月以降内容変更または対象外となる[15]。
    - みどりの窓口・びゅうプラザでの各種購入
    - Suica・モバイルSuicaへのクレジットチャージ・オートチャージ
    - 指定席券売機または多機能券売機による、カード・指定席券・定期券等各種商品のクレジットカードによる購入
    - えきねっと (「新幹線eチケットサービス」も含む)
      - 但しJR北海道エリア、JR西日本北陸エリア(北陸新幹線 糸魚川駅〜金沢駅など)での受取り等、VIEWプラスの対象外の場合がある[16]。
      - (注)2021年6月27日からのリニューアルで、サービス内容が大幅に変更される。先述のVIEWプラス変更も含めて、十分注意されたい。詳細はえきねっと項目を参照のこと[17]。

  - JRE POINT加盟店での利用
    - ポイントカード提示による付与(アトレ・グランデュオなどの駅ビル・駅ナカ施設)
    - Suica決済による付与(NewDays・KIOSK・acure(アキュア)自動販売機などの駅ナカ施設)

  - Suicaによる鉄道各種サービス利用 (2019年10月以降順次開始のサービス)
    - JR東日本Suicaエリア内での鉄道乗車
    - タッチでGo!新幹線
    - モバイルSuica定期券購入
    - Suicaグリーン券購入
- また、10,000マイルを事前に移行することにより、10,000円分のサンクスチャージをビューアルッテで行うことができる。(年2回・20,000マイルまで)
- 全国各地の交通系ICカード事業者との相互利用により、北は北海道、南は沖縄県までSuicaの利用が可能で、鉄道・バスから飛行機まで、JALカードSuica一枚で移動することができる[18]。ただし、Suica・PASMOエリア以外の駅では本カードによるオートチャージができない。相互利用についてはSuicaを参照のこと。
- 2004年の発表当時、JAL ICサービスを利用して羽田空港～関西空港間を移動して、空港アクセスを東京ではJRのSuicaエリア、東京臨海高速鉄道りんかい線、東京モノレール羽田線（現・東京モノレール羽田空港線、モノレールSuica）、大阪では関西空港線・阪和線などを(ICOCA相互利用)をSuicaで利用すれば、東京と大阪の間を、このカード1枚だけでチケット類を全く手にせず行き来できる点が注目された。

#### JALカード TOKYU POINT ClubQ
現行のJAL・Visa/Mastercardに東急グループの「TOKYUポイント機能」と、東急百貨店の「ClubQ特典」が付加された提携JALカードで、東急カードが発行している。PASMOオートチャージにも対応している。
- 「TOKYUポイント加盟店」でクレジットカードで支払いをすると、ショッピングマイルとTOKYUポイントの両方が加算される。ただしPASMOオートチャージは、2017年4月1日利用分よりTOKYUポイントのみの付与となる[19]。マイルとポイントが相互に交換できるので、東急百貨店、東急スクエア、東急ストア、などのTOKYUポイント加盟店が生活圏のユーザーにとっては有利なカードである。なお、東急ホテルズやJALカード特約店などでは条件によってはTOKYUポイント付与の対象外となり、その場合はショッピングマイルのみの付与となる[20]。カードの提示により東急系の映画館やボウリング場、「TOP&カード提示割引加盟店・割引施設」で所定の割引になる「カード提示割引」には対応しているが、請求時に割引になる「請求時割引」、クレジット使用時にその場で割引になる「使用時割引」には対応していない。
- JALカードSuicaとは異なり、交通系ICカード一体型ではない為、PASMOオートチャージを利用するには、PASMO定期券、記名PASMO、モバイルPASMOのいずれかが別途必要である。
- 東急線各駅の自動券売機で利用出来る「PASMOクイックチャージ」に対応している。オートチャージと同様の扱いで、TOKYUポイントのみの付与となる[21]。
- モバイルPASMOのオートチャージ・クレジットチャージ・定期券購入に対応している。全国各地の交通系ICカード事業者相互利用と[22]、JALタッチ&ゴーサービス[23] によって、鉄道・バスから飛行機まで、スマートフォン一台で移動することができる。ただし、PASMO・Suicaエリア以外の駅ではオートチャージができない。またクレジットチャージはポイント付与の対象外となる[24]。相互利用についてはSuicaを参照のこと。

#### JALカード OPクレジット
ジェーシービーが発行するOPクレジットカードとのスイッチカードで、かつては小田急電鉄が発行していた。OPクレジットとJCBのサービスが受けられる。PASMOオートチャージだけでなくQUICPayに対応している。
- OPポイント加盟店でショッピングの場合、ショッピングマイルとOPポイントの両方が加算される。鉄道では、PASMOオートチャージのほかに、小田急電鉄線の定期券購入、小田急ロマンスカーの特急券購入も対象である。マイルとポイントが相互に交換できるので、小田急百貨店、ミロード、新宿フラッグス、Odakyu OX ストア、HOKUOなどのOPポイント加盟店が生活圏のユーザーにとっては有利なカードである。マイルからOPポイントへの交換により、ロマンスカー@クラブではポイントの積立による小田急ロマンスカーの乗車が可能である[25]。
- JALカードSuicaとは異なり、交通系ICカード一体型ではない為、PASMOオートチャージを利用するには、PASMO定期券、記名PASMO、モバイルPASMOのいずれかが別途必要である。
- モバイルPASMOのオートチャージ・クレジットチャージ・定期券購入に対応している。全国各地の交通系ICカード事業者相互利用と[22]、JALタッチ&ゴーサービス[23] によって、鉄道・バスから飛行機まで、スマートフォン一台で移動することができる。ただし、PASMO・Suicaエリア以外の駅ではオートチャージができない。またオートチャージと定期券購入はマイル付与の対象となるが、クレジットチャージは対象外となる[24]。相互利用についてはSuicaを参照のこと。

### アフィニティカード
括弧内の各企業・団体と提携した、提携JALカードである。
- ファウンテンズクラブ/ホテル日航東京JALカード （ホテル日航東京）
- ロングステイ/JALカード （ロングステイ財団）
- copa CLUB/JALカード （copa CLUB&Dr.コパ友の会）

### JALグループカード
JALグループ各社に在職中の社員(契約社員・一部の派遣社員を含む)向けのJALカード。年会費が優遇されている。

## 与信管理と支払サイクルについて

### 1992年11月頃まで
ジャルカード１社で入会審査から与信管理、債権回収まで行っていた。支払サイクルは 1日から月末日までの利用分を翌月27日に支払うようになっていた。ショッピングの支払方法は1回払い、分割払い、ボーナス一括払いの３つで、リボルビング払いはなかった。当時はキャッシングサービスがあったが、CD機やATMを利用するのではなく、JAL支店や空港カウンターで申込み、係員から現金を手渡しで受け取るもので、限度額は5万円という低額与信であった。

### 1992年11月頃から2010年9月利用分まで
1992年のDCカードやJCBなど銀行系のクレジットカードに対するショッピングリボルビング払い解禁に合わせ（それまで銀行系は1回払、2回払い、ボーナス一括払いのみ）、JALカードは発行形態が変わった。この時期から提携カードの中でもスイッチカードになり、サービスの提供だけでなく入会審査・与信管理・代金回収もジャルカードと提携カード会社とがそれぞれ別個に行うようになった。
ジャルカードはキャッシングサービスを廃止したものの、提携カード会社のキャッシング機能を使えることになった。もともとジャルカードは小規模で資本金も人員も加盟店少なく、キャッシング収益もないため利益が出せず、大手カード会社のような大規模なインフラや人員を導入する余裕がなかったため、カードショッピング機能では変化はなく、JAL自社カード部分にリボルビング払いの機能が追加されることはなかった。リボルビング払いで航空券を購入する場合、JAL自社カード部分ではリボルビング払いの機能がないため、提携先カード部分のリボルビング払いで購入しなければならないなど、使い勝手の悪い面があった。
カードショッピングの利用ではジャルカード加盟店での利用か、提携カード会社加盟店（DC/JCB/Diners/VIEW）での利用かで、カード利用代金の請求元と締め日が異なるため、利用明細がジャルカードと提携カード会社とで別々に作成・送付され、さらに支払日まで異なっていた。ジャルカード利用分は末日締の翌月27日払い、VIEWカード利用分は末日締の翌々月4日払い、その他の提携カード各社利用分は15日締の翌月10日払いであった。
このため、利用者が、請求元・支払日・支払金額を事前に把握するには、クレジットカード売上票(控)などでカード会社名を見る必要があった。たとえば、JALカード、JAL、ジャルカードとなっていれば、ジャルカードから請求が来て27日に支払う分であり、それ以外の会社名になっていれば、提携カード会社から請求が来る分だと判断する必要があった。また、過去の支払分について同様に確認するには、預金通帳や銀行公式サイトの入出金明細で、引落日・金額・引落名称を見る必要があった。たとえば、ジャルカードの利用分は、システム収納センター（SSC）経由での引落しだったため、引落名称は「SSC」又は「SSC JALカード」と記載されており、提携カード会社の利用分は、その会社名又はブランド名か、その会社が収納代行を委託した先の会社名となっていた。
利用限度額も、ジャルカード加盟店利用分と提携カード加盟店利用分とで別々に設定されていた。しかも、ジャルカード枠（ジャルカード加盟店利用）では、「JALグループでの国内航空券購入とJALカード国内加盟店」向けの限度額（10万円～100万円程度）と、「JALグループでの国際航空券購入とジャルパック直営店（トラベルプラザ）での海外旅行商品購入」向け（30万～200万円程度）との2つの限度額が、それぞれ設定されていた。このため、JALグループの航空券購入に関しては、増枠依頼をすることなく、高額を決済することができた。

### 2010年10月1日利用分以降
ジャルカード分の与信管理や利用代金の請求が、提携カード会社のものと一本化された。11月を以ってジャルカード加盟店も消滅（但し特約店は継続）し、会員規約も変更された。カードの利用は、すべて提携先カードの利用となり、提携カード会社の規約が適用されるようになった。支払日は、基本的には15日締の翌月10日払い（ただし、VIEW提携カードだけは、末日締の翌々月4日払い）となった。
JAL自社カード部分の分割払の取扱いも終了し、JAL国際線航空券の購入は1回払だけの利用に変更された。ただし、三菱UFJニコス（TOKYU CARD clubQを含む）、ジェーシービー、小田急電鉄（OPクレジット）の提携発行カードに限り、JALグループでの国際航空券購入とジャルパック直営店（トラベルプラザ）での海外旅行商品購入については、通常の与信枠を超過した場合でも、200万円まで別枠で利用が可能となる。
以上のように、与信・利用代金の請求は提携カード会社と一体化され、提携先カードの中にJAL自社カード部分が収まった格好になってダブルカードに近いものになったが、カード発行会社は、あくまでも株式会社ジャルカードである。新規会員募集や入会受付だけでなく、カード利用に伴うサービス提供、会員情報管理の一部は、引き続きジャルカードも行っている。住所変更など、提携カード分の手続きであっても、ジャルカードを通さないと出来ないものもある。

## 加盟していた信用情報機関
JALカード枠が設定されていた当時、信用審査を行う為に以下の信用情報機関に加盟していた（提携各社はそれぞれ別個に加盟）。
- 株式会社シー・アイ・シー(CIC)
- 株式会社日本情報信用機構(JICC)

## 株式一部売却
2006年頃から日本航空の経営危機が大きく取り沙汰され、メインバンクへ金融支援を要請していると同時に、同社は保有資産（社有地・株式等）をいくつか売却しているが、2007年2月にT&Eサービスを強化する考えを持つトヨタファイナンスへジャルカード株式を売却する話が報道されたものの、日本航空グループが51%以上の持株保有を続ける事を条件としたため、立ち消えとなった。
2007年5月になり、メインバンクへ追加金融支援を要請する中で再びジャルカード株式の売却が浮上し、5月末に報道された。いくつかの新聞報道によれば、前回（2月）と同じく、日本航空グループが51%以上の株式を保有して経営権を握り続ける事を条件とし、売却先に金融支援を要請しているメガバンクまたは投資会社などが興味を示しているとの事である。さらに、産経新聞の記事によれば、ジャルカードによるキャッシングの自社提供を検討しているとも書かれている。
| 日本経済新聞2007.5.30朝刊より | 日本経済新聞2007.5.30朝刊より | 日本経済新聞2007.5.30朝刊より | 日本経済新聞2007.5.30朝刊より |
| カード会社                    | 取扱高                        | 会員数                        | 会員１人あたりの 平均取扱高   |
| ----------------------------- | ----------------------------- | ----------------------------- | ----------------------------- |
| JAL                           | 14,000億円                    | 160万人                       | 89万8千円                     |
| UC/SAISON                     | 66,000億円                    | 3,600万人                     | 18万3千円                     |
| OMC                           | 14,000億円                    | 810万人                       | 17万3千円                     |
| AEON                          | 18,000億円                    | 1,400万人                     | 12万9千円                     |
| JCBグループ                   | 71,000億円                    | 5,800万人                     | 12万0千円                     |
| Orico                         | 13,000億円                    | 1,100万人                     | 11万8千円                     |

2007年5月の共同通信報道 によれば、「会員一人当たりの年間決済額が約80万円、企業価値は約1000億円（スポーツ紙では推定1000億円を下らない）」となっている。
2007年9月に、「日本航空がジャルカード株式売却で2007年10月をめどに複数の相手先と交渉に入る方針を固めた」と報道された。
その後、10月24日には、三菱UFJフィナンシャル・グループなど10社程度が取得を検討していることが報道された。
2008年5月2日、日本航空インターナショナルが保有するJALカード株式の49.375%にあたる3,950株を2008年7月1日付けで三菱東京UFJ銀行（現:三菱UFJ銀行）に売却する合意がなされた。売却額は約420億円〜約460億円 とされている。同時に、ジャルカード、日本航空インターナショナル、三菱東京UFJ銀行、三菱UFJニコス、ジェーシービーの5者間でクレジットカード事業に係る業務提携への合意がなされた
。なお残りの株式は今後も日本航空グループが保有し、日本航空グループが経営権を握り続ける。